# Филадельфия Классик
Филадельфия Классик (англ. Philadelphia Cycling Classic) — ежегодная шоссейная многодневная велогонка, проходившаяся в американском городе Филадельфия.

## История

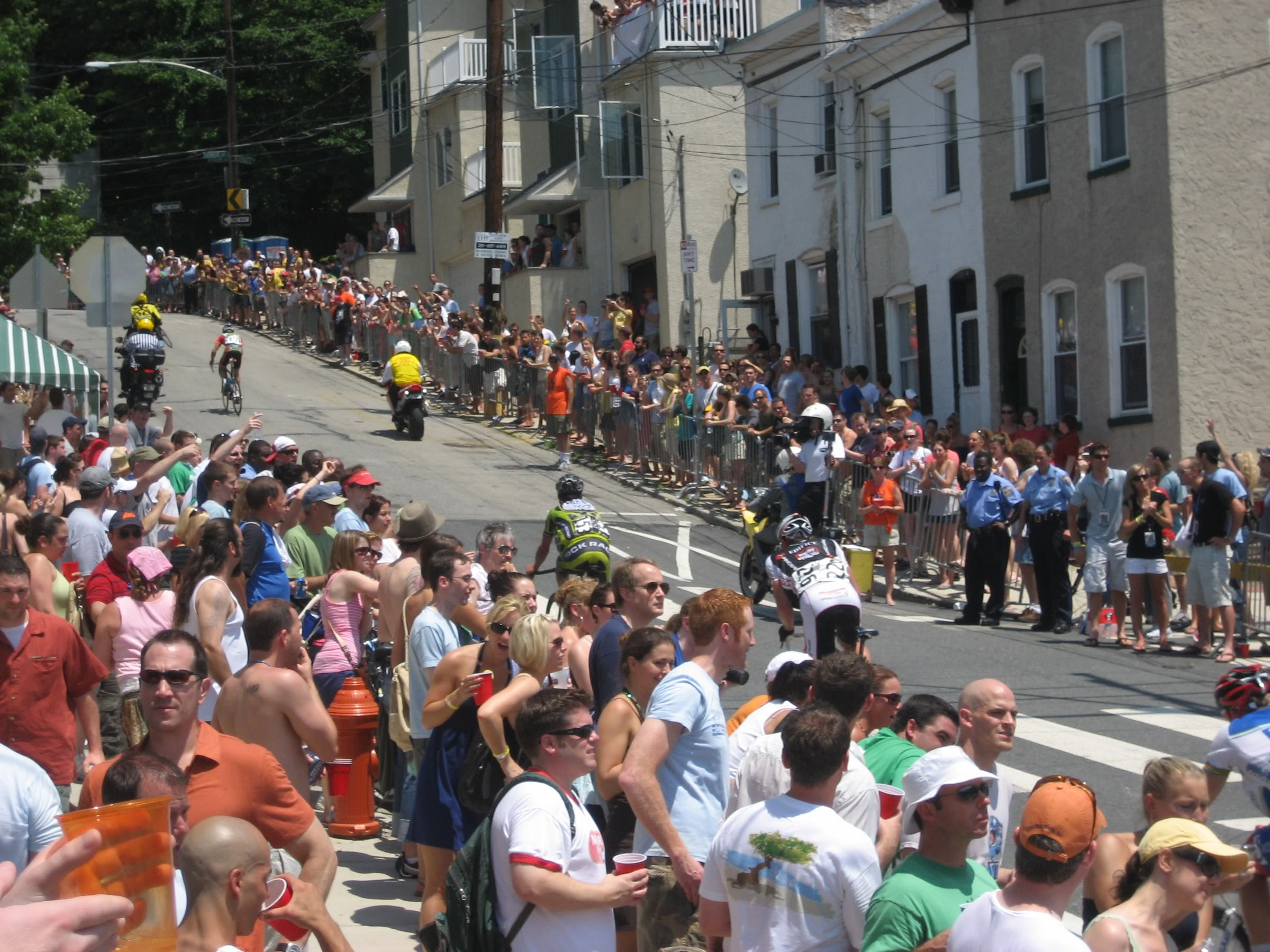
Стена Мэньянк (2009 год)

Состязание является одним из наиболее длинных однодневных соревнований проводимых в США, с протяжённостью трассы 199,6 км.
Гонка начинается у Музея Изобразительных Искусств Филадельфии, проходит через северо-западную часть города, далее через городки Ист Фолс, Мэньянк, и Роксбороe, после чего на завершающем этапе пролегает через городской парк и возвращается к музею.

## Стена Мэньянк
В терминологии велосипедного спорта «стена» — крутой подъём. В этой части гонки велосипедисты проезжали через город Мэньянк, вверх по одной из центральных улиц, которая известна своей необычайной крутизной. Угол наклона подъёма 17 градусов. Это наиболее сложная часть трассы соревнования.
Большинство телевизионных наблюдателей и комментаторов устанавливали свои кабинки именно тут. По всей протяжённости этого отрезка за ограждениями выстраиваются болельщики и группы поддержки спортсменов.